# 朱谟塇
永福王朱谟塇（16世纪—17世纪），明朝永福恭靖王朱融燓之庶长子，明朝韩王府第三代永福王。
万历十六年（1588年），朱谟塇以镇国将军晋封为永福王。万历十七年（1589年）四月，明神宗遣陽武侯薛鉦、修撰唐文獻等為正使，檢討徐應聘、行人陳容淳等為副使，持節冊封饒氏為永福王妃。
萬曆三十六年（1608年）九月，朱謨塇越关奏韓世孫朱逵𣏌不法事，禮部認為朱逵𣏌新亡，孤寡伶仃，朱謨塇橫肆毒噬，請旨送回，聽撫按勘奏。萬曆三十九年（1611年）十月，朝廷查明朱謨塇各種不法事，神宗命將朱謨塇革去封爵，降為庶人，發閑宅居住。
万历四十年（1612年）闰十一月，陝西巡按畢懋康上言朱謨塇被废后暂居的庙宇之类的闲宅应该令平凉府裁革。
《明史》没有记载他的名字，将他的事迹误载在其父朱融燓名下。